# Richard of Dover
Richard of Dover († 16. Februar 1184 in Halling) war ein anglonormannischer Geistlicher. Ab 1173 war er Erzbischof von Canterbury.

## Herkunft
Richard of Dover stammte aus der Normandie. Er wurde in den freien Künsten unterrichtet, besuchte aber anscheinend keine Universität. Bereits als junger Mann trat er als Benediktinermönch in das Kathedralpriorat von Canterbury ein. Dort wurde er Kaplan von Erzbischof Theobald von Canterbury und 1157 Prior von St Martin’s in Dover.

## Wahl zum Erzbischof von Canterbury
Nach der Ermordung von Erzbischof Thomas Becket durch Ritter des englischen Königs Heinrich II. Ende 1170 verlief die Suche nach einem Nachfolger zunächst schwierig. Die Bluttat belastete die Beziehungen zwischen der Krone und der Kirche schwer. Die Kandidaten des Königs für ein neues Oberhaupt der englischen Kirche, Bischof Henri von Bayeux, Abt Roger von Bec und Abt Martin von Cérisy fanden nicht die Zustimmung der Mönche des Kathedralpriorats, die den Erzbischof wählen mussten. Der Vorschlag der Mönche, ihren Prior Odo zum Erzbischof zu wählen, fand dagegen nicht die Zustimmung des Königs und der Bischöfe. Odo wurde schließlich Abt von Battle Abbey. Diese Umstände trugen dazu bei, dass schließlich Bischof Gilbert Foliot im Namen der Bischöfe und des Königs die Wahl von Richard of Dover vorschlug. Als Mönch ohne großen adligen Hintergrund oder ohne universitäre Lehrtätigkeit war seine Wahl am 3. Juni 1173 in der St Katherine’s Chapel in Westminster klar eine Kompromisslösung. Der Justiciar Richard de Luci bestätigte sofort die Wahl, worauf Richard König Heinrich II. die Treue schwor.
Am 8. Juni 1173 zog Richard offiziell in Canterbury ein, doch wegen der beginnenden Rebellion des jungen Königs Heinrich verzögerte sich seine Bischofsweihe. Der junge Heinrich lehnte nicht nur die Wahl Richards, sondern auch die von vier weiteren Bischöfen ab, da er bei den Wahlen nicht beteiligt worden war und weil die Wahlen nicht dem kanonischen Recht entsprochen hätten. Dabei wurde er vom französischen König Ludwig VII. unterstützt. Daraufhin wurde die Entscheidung über die Gültigkeit der Wahlen dem Papst überlassen. Richard machte sich zusammen mit Reginald fitz Jocelin, dem gewählten Bischof von Bath selbst auf dem Weg nach Rom. Richard wurde Simonie, ein ungültiger Treueeid sowie eine angeblich uneheliche Geburt vorgeworfen. Diese Vorwürfe konnte er vor Papst Alexander III. erfolgreich zurückweisen. Daraufhin bestätigte der Papst am 2. April 1274 die Wahl und weihte ihn am 7. April in Anagni zum Bischof. Er überreichte ihm das Pallium, ernannte ihn zum päpstlichen Legaten und bestätigte dazu das Primat der Erzdiözese Canterbury gegenüber den anderen englischen Bischöfen. Mit dieser Entscheidung des Papstes war Richard das unangefochtene Oberhaupt der englischen Kirche.
Am 26. Mai reiste Richard von Ostia über See nach Genua, von wo sie über Land weiterzogen. Zusammen mit Erzbischof Peter von Tarentaise weihte er unterwegs am 23. Juni 1174 in Saint-Jean-de-Maurienne seinen Mitreisenden Reginald fitz Jocelin zum Bischof von Bath. Von dort reisten sie weiter in die Normandie, wo sie Anfang August den König in Barfleur trafen. Der König erwies ihnen die Ehrerbietung, und danach setzten sie nach England über. Ihre Reise nach London, das sie am 3. September erreichten, wurde zum Triumphzug. Geschmälert wurde Richards Heimkehr von dem Brand, der den Chor der Kathedrale von Canterbury am 5. September zerstörte. Da er jedoch im Auftrag des Papstes zunächst in London blieb, erreichte er erst am 5. Oktober 1174 Canterbury. Dort wurde er am 6. Oktober feierlich inthronisiert, wobei er mit Richard of Winchester, Robert of Hereford, Geoffrey of Ely und John of Chichester gleich vier neue Bischöfe weihte.

## Tätigkeit als Erzbischof

### Verhältnis zu König Heinrich II.
Anders als sein Vorgänger unterstützte Richard die Kirchenpolitik des Königs. 1175 billigte er, dass der König den Abt von Peterborough Abbey absetzte und vermutlich zwölf neue Äbte in anderen Klöstern einsetzte. Auch ließ er weiter zu, dass der König die Kandidaten für freiwerdende Bischofsämter bestimmte. Selbst Papst Alexander III. rügte ihn einmal, weil die Bischofswahlen nicht in den Kapitelhäusern der Kathedralen, sondern in den Gemächern des Königs stattfinden würden. Richard selbst gehörte häufig zum Gefolge des Königs. Im Mai 1175 war er zusammen mit Heinrich II. in Westminster und Canterbury. Im Juli 1175 nahm er an der königlichen Ratsversammlung in Woodstock teil und 1176 an der Ratsversammlung in Northampton teil. Ostern 1176 war er am Königshof in Winchester und am 15. August 1176 nahm er an der Ratsversammlung in Winchester teil. Am 13. März 1177 nahm er wieder an der Ratsversammlung von Westminster und am 22. Mai war er in Amesbury Abbey, wo die aus Fontevrault kommenden Nonnen in die Abtei eingeführt wurden. 1178 war er Weihnachten am Königshof in Winchester und im Sommer 1181 beim König in Nottingham. Weihnachten 1182 war er beim König in Caen in der Normandie und am 26. Mai 1183 in Poitiers, wo er im Auftrag des Königs diejenigen exkommunizierte, die den Frieden zwischen dem König und seinen Söhnen gefährdeten. Am 24. Juni 1183 war er in Le Mans, wo der Leichnam des jungen Königs Heinrich exhumiert wurde, damit er zu seiner endgültigen Beisetzung nach Rouen überführt werden konnte. Mindestens zweimal diente er dem König bei diplomatischen Missionen. In der ersten Mission begleitete er von September bis November 1176 die Königstochter Johanna, die zu ihrer Hochzeit mit König Wilhelm II. von Sizilien reiste, bis nach Saint-Gilles in der Provence. Danach vertrat er im Januar und Februar 1177 Heinrich II. bei Graf Philipp I. von Flandern.
Als Erzbischof widersprach Richard nicht dem Kompromiss, den der päpstliche Legat Kardinal Uguccione Pierleoni über die Immunität von Geistlichen 1175 und 1176 mit dem König ausgehandelt hatte. Der Chronist Roger von Hoveden kritisierte diese Vereinbarung, weil sie Geistliche der königlichen Forsthoheit unterstellte. Richard widersetzte sich auch nicht, als der König das kirchliche Patronatsrecht der königlichen Gerichtsbarkeit unterstellte. Er nahm auch 1179 nicht am dritten Laterankonzil teil, sondern ließ sich durch seinen Kanzler Petrus von Blois vertreten.

### Konflikte mit Klöstern und dem Erzbischof von York
Unmittelbar nach seiner Inthronisation unternahm Richard als Primas und Legat eine Visitation seiner Kirchenprovinz. Diese Maßnahme stieß auf erheblichen Widerstand. Die Klöster beklagten Richards Eingriffe in ihre Angelegenheiten sowie über die hohen Kosten für seinen Aufenthalt. Sein Versuch, St Oswald Priory in Gloucester zu besuchen, wurde von den Geistlichen und den Beamten von Erzbischof Roger de Pont l’Évêque von York verhindert, die dessen Zuständigkeit für das Priorat verteidigten. Als Richard daraufhin die Geistlichen suspendierte, brach wieder ein offener Streit zwischen den Erzbischöfen von Canterbury und York aus. Erzbischof Roger wandte sich an den Papst. Im November 1175 musste Richard unter Druck von König Heinrich II. und Kardinal Uguccione Pierleoni seinen Anspruch auf St Oswald aufgeben und die entlassenen Beamten und Geistlichen wieder einsetzen. Trotz der Bemühungen des Königs und von Kardinal Pierleoni blieben Richard und Erzbischof Roger jedoch unversöhnt. Der Konflikt wurde noch weiter gesteigert, als Erzbischof Roger das Recht beanspruchte, dass ihm auch bei Reisen in der Kirchenprovinz Canterbury ein Erzbischofskreuz vorangetragen werde. Weitere Rechte beanspruchte er 1175 für die Diözesen Chester, Worcester und Hereford, dazu im Januar 1176 die Oberhoheit über die schottischen Diözesen Glasgow und Whithorne. Letztlich bestritt er während einer Kirchenratsversammlung in Westminster im März 1176 den Vorrang Canterburys vor den anderen englischen Diözesen. Daraufhin verhängte der König im August 1176 auf der Ratsversammlung eine fünfjährige Friedenspflicht für die beiden streitenden Erzbischöfe.

### Die Synode von Westminster 1175 und Richard als Kirchenrechtler

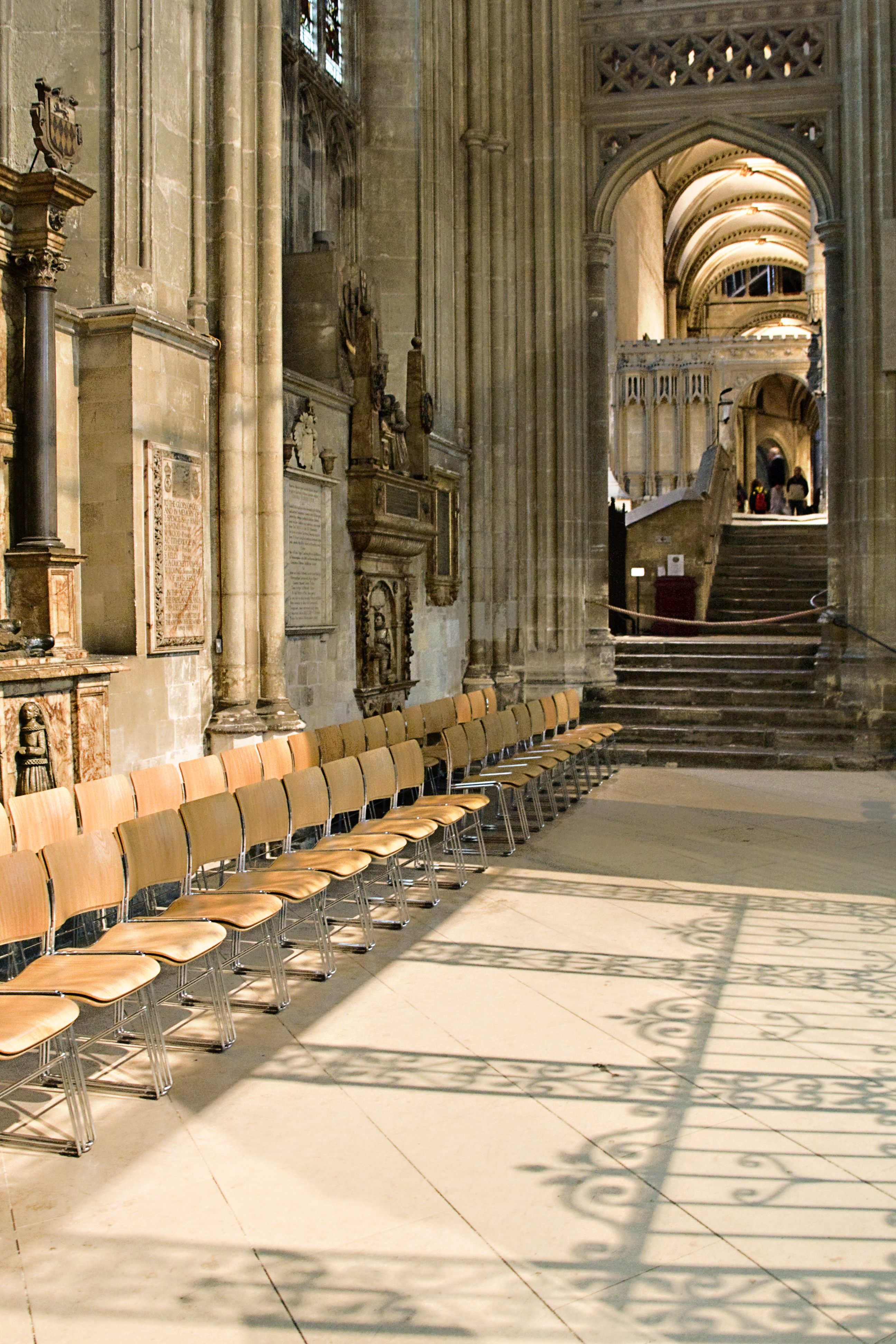
Das nördliche Seitenschiff der Kathedrale von Canterbury, wo Richard of Dover 1184 beigesetzt wurde

Obwohl Richard anscheinend keine juristische Ausbildung hatte, wurde seine Amtszeit prägend für das kanonische Recht in England. Zu seinem Haushalt gehörten mehrere gut ausgebildete geistliche Beamte, darunter Master Gerard Pucelle, Petrus von Blois und Henry Pium aus Northampton. Mit deren Unterstützung konnten viele ernste Fragen geklärt werden, die bei seiner ersten Provinzialsynode, die er bereits vom 11. bis 18. Mai 1175 in Westminster abhielt, aufkamen. Während der Synode wurden 19 Regeln beschossen, von denen 13 sich mit dem Verhalten von Geistlichen befassten. Dazu gehörte die Frage der Verheiratung von Geistlichen, der Besuch von Gasthäusern, das Verhalten bei Strafverhandlungen, die Frage der Tonsur, die Priesterweihe, das Abhalten von weltlichen Veranstaltungen auf Friedhöfen oder in Kirchen, das Verbot der Simonie, das Tragen von Waffen und die Zahlung von Gebühren bei Prozessen. Die sechs anderen Regeln befassten sich mit der Gültigkeiten von heimlichen Heiraten und mit der Verheiratung von Kindern. Diese Regeln wurden in Anwesenheit des Königs verkündet und beschlossen. Sie waren jedoch nur ein Teil der mindestens 37 Anliegen, die auf der Synode diskutiert werden sollten. 22 dieser Anliegen wurden auf der Synode diskutiert, und von den weiteren Anliegen sandte Richard sieben oder acht an den Papst. Zu diesen Anliegen gehörte der Umgang mit Erbschaften, der Besitz von Kirchen und Patronaten durch den Zisterzienserorden, die Umgang mit Kirchengütern, die im Besitz von Juden waren, der Umgang mit Männern, die ihre Ehefrau verlassen hatten, die Rechtmäßigkeit von Geldzahlungen, die für Ämtervergaben gemacht wurden, die Rückzahlung von Pfändern und die Behandlung von Aussätzigen. Der Papst verkündete diese Regeln dann per Dekret als päpstliche Regeln für England. Mit den auf der Synode von Westminster beschlossenen Regeln hatte Richard als Primus von England die Initiative ergriffen und einen wichtigen Beitrag zur Reform der Kirche von England gemacht.
Nach den vorhandenen Urkunden hatte er als Erzbischof dazu erheblichen Anteil an der kirchlichen Rechtsprechung in England. Wie die Suffraganbischöfe Bartholomew of Exeter und Roger of Worcester wurde er bei schwierigen Streitfällen zum päpstlichen Richter ernannt. Dabei ging er weniger Kompromisse ein, sondern traf klare Urteile. Nach seiner Auffassung konnte die kirchliche Rechtsprechung durchaus die Urteile der königlichen Richter ergänzen. Seine Entscheidungen, zusammen mit den Anliegen, die er nach der Synode von Westminster 1175 dem Papst übersandt hatte, beeinflussten wesentlich das kanonische Recht. Sie fanden ihren Niederschlag in den Sammlungen der kirchlichen Rechtsprechung, u. a. in der Compilatio prima, die nach 1188 von Bernhard von Pavia in Bologna angelegt wurde, und in der von Ramon de Penyafort verfassten Liber Extra von 1234.

### Konflikt mit St Augustine’s Abbey und Tod
Mit der Gehorsamspflicht des Abtes von St Augustine’s Abbey in Canterbury hatte Richard bei seinem Amtsantritt einen weiteren alten Konfliktpunkt geerbt. Richard lehnte den neu gewählten Roger als Abt ab, der sich daraufhin an Papst Alexander III. wandte. Dieser bestätigte sowohl aufgrund von Privilegien, die Roger vorlegte, die Wahl als auch die Unabhängigkeit des Abtes vom Erzbischof. Die Echtheit der Privilegien wurde später angezweifelt, doch schließlich wurde Bischof Roger von Worcester beauftragt, Abt Roger in sein Amt einzusetzen. Richard versuchte dies zu verhindern und reiste 1178 selbst zum Kloster, doch der Abt war absichtlich abwesend. Daraufhin wandte sich Richard mit Unterstützung des Königs an den Papst, worauf auch Abt Roger erneut zur Kurie vorwarf. Dort warf er dem Erzbischof Ungehorsam gegen die Anweisungen des Papstes vor. Der Papst segnete den Abt im Februar 1179, so dass der Sieg des Abtes vollständig zu sein schien. 1180 sandte der Papst Briefe an den Erzbischof und an den König, in denen er die zukünftigen Erzbischöfe von Canterbury aufforderte, die Äbte von St Augustine’s ohne weitere Anforderungen in ihr Amt einzuführen. Richard wies die Ansprüche des Abtes dennoch zurück. 1183 widerlegte er erfolgreich die Echtheit der Urkunden des Abtes, doch erst auf Druck des Königs schloss Abt Roger einen annehmbaren Frieden mit ihm. Um die Unterstützung des Königs in diesem Streit zu erhalten, musste Richard 1182 und 1183 dem König nach Frankreich zu folgen. Erst im August und September 1183 war Richard wieder in Canterbury. Am 14. Februar 1184 erlitt er in Halling in Kent eine Kolik, an der dort zwei Tage später starb. Er wurde am 18. Februar 1184 in der Kathedrale von Canterbury begraben.

## Bewertung
Angesichts der Krise, in der sich das Verhältnis zwischen Kirche und Krone nach der Ermordung Beckets befunden hatte, war es Richards vorrangige Aufgabe gewesen, das Verhältnis wieder zu verbessern. Als Oberhaupt der englischen Kirche in der damaligen Zeit war es eine seiner wichtigsten Aufgaben, den König nicht nur in kirchlichen Fragen zu beraten. Sein gutes Verhältnis zum König stieß jedoch vielen Zeitgenossen negativ auf. Oft wurde Richard als schwache und zwiespältige Persönlichkeit betrachtet, die dem König untertan war. Bischof Richard of Ilchester warf ihm vor, das Werk von Becket zu zerstören. Der unbekannte Autor, der zuerst die Briefe Beckets gesammelt hatte, hielt ihn für unwürdig für das Amt des Erzbischofs. Persönlich galt Richard als mild und umgänglich, doch seine nichtadlige Abstammung und seine mangelnde Bildung beeinflusste sicher das eher negative Bild, das viele Zeitgenossen von ihm hatten.
Weniger bekannt als sein gutes Verhältnis zum König ist sein erheblicher Einfluss, den er als kirchlicher Richter auf das kanonische Recht der gesamten römisch-katholischen Kirche hatte. Durch seine Kooperation mit der Krone war es ihm gelungen, die kirchliche Rechtsprechung so zu stärken, dass sie nach dem Bruch während der Amtszeit Beckets wieder mit der königlichen Justiz zusammenarbeiten konnte.